# 政策规划办公室
政策规划办公室（英語：Office of Policy Planning）是美国国务院主要的战略规划部门，1947年由美国外交学家乔治·凯南应国务卿乔治·马歇尔的要求建立，以“为国务卿提供独立的政策分析和咨询资源”。 它的第一个任务是规划马歇尔计划。办公室主任有乔治·凯南、安妮-玛丽·斯劳特、保罗·沃尔福威茨、保罗·尼采和理查德·哈斯，前成员有兹比格涅夫·布热津斯基、山迪·柏格等。成员中至少有14人曾担任大使。

## 历任成员
特朗普总统任期内主任为彼得·伯科维茨，中国政策规划首席顾问为余茂春。

## 外部連結
- 官方網站 （页面存档备份，存于）